# ЗИЛ (станция МЦК)
ЗИЛ — остановочный пункт на Малом кольце Московской железной дороги, станция маршрута городского поезда — Московского центрального кольца. Расположена в границах технической станции Кожухово в Даниловском районе (ЮАО) под эстакадой проспекта Лихачёва. Открыта 10 сентября 2016 года вместе с открытием пассажирского движения электропоездов МЦК.

## Строительство
Работы по строительству платформы начались летом 2015 года. Станция открыта для пассажиров 10 сентября 2016 года.
| - Строительство платформы в сентябре 2015 |

## Расположение и пересадки
Рядом со станцией располагается спортивный комплекс «Парк Легенд» и ведётся строительство жилых домов на месте автозавода ЗИЛ.
С 1 января 2017 года стала возможной бесплатная непрямая уличная пересадка на станцию метро «Технопарк» по ранее использованному для прохода билету в течение 90 минут без списывания дополнительной поездки. Однако пересадка осложняется значительной удалённостью станции метро, расположенной от остановочного пункта МЦК на расстоянии более километра.

## Пассажиропоток
Из 31 станции МЦК ЗИЛ занимает 29-е место по популярности. В 2017 году средний пассажиропоток по входу и выходу составил 3 тыс. чел. в день и 98 тыс. чел. в месяц.

## Перспективы
В 2018 году планируется строительство на станции второго терминала, который будет иметь выход к строящемуся жилому комплексу. По состоянию на март 2022 года, терминал в эксплуатацию не введён.
Существует план объединения попарно Троицкой и Некрасовской и Рублёво-Архангельской и Бирюлёвской линий в районе ЗИЛа; при этом планируется[когда?] строительство двух станций Троицко-Некрасовской и Рублёво-Бирюлёвской линий, которые станут пересадочными на станцию «ЗИЛ» Московского центрального кольца.

## Наземный общественный транспорт
На этой станции можно пересесть на следующие маршруты городского пассажирского транспорта:
- Автобусы: с790, 831, 874

## Галерея
|  |